# 대만큰귀박쥐
대만큰귀박쥐(Plecotus taivanus)는 애기박쥐과에 속하는 박쥐의 일종이다. 대만의 토착종이다.

## 특징
작은 박쥐로 몸통 길이가 48~50mm이고 전완장은 37~38mm, 꼬리 길이는 47~49mm이다. 발 길이는 9~11mm, 귀 길이는 36~39mm이다. 털이 길다. 털 색은 일반적으로 거무스레한 갈색을 띠지만 털 끝은 갈색빛 노랑이다. 주둥이는 원뿔형이다. 귀는 큰 타원형이고 거무스레한 색을 띤다.

## 생태
동굴과 굴, 건물, 나무 구멍 속에 은신한다. 먹이는 곤충이다.

## 분포 및 서식지
대만 내륙 산지에서만 알려져 있다. 해발 약 2,250m 이내의 일차림에서 서식한다.